# Лоський замок

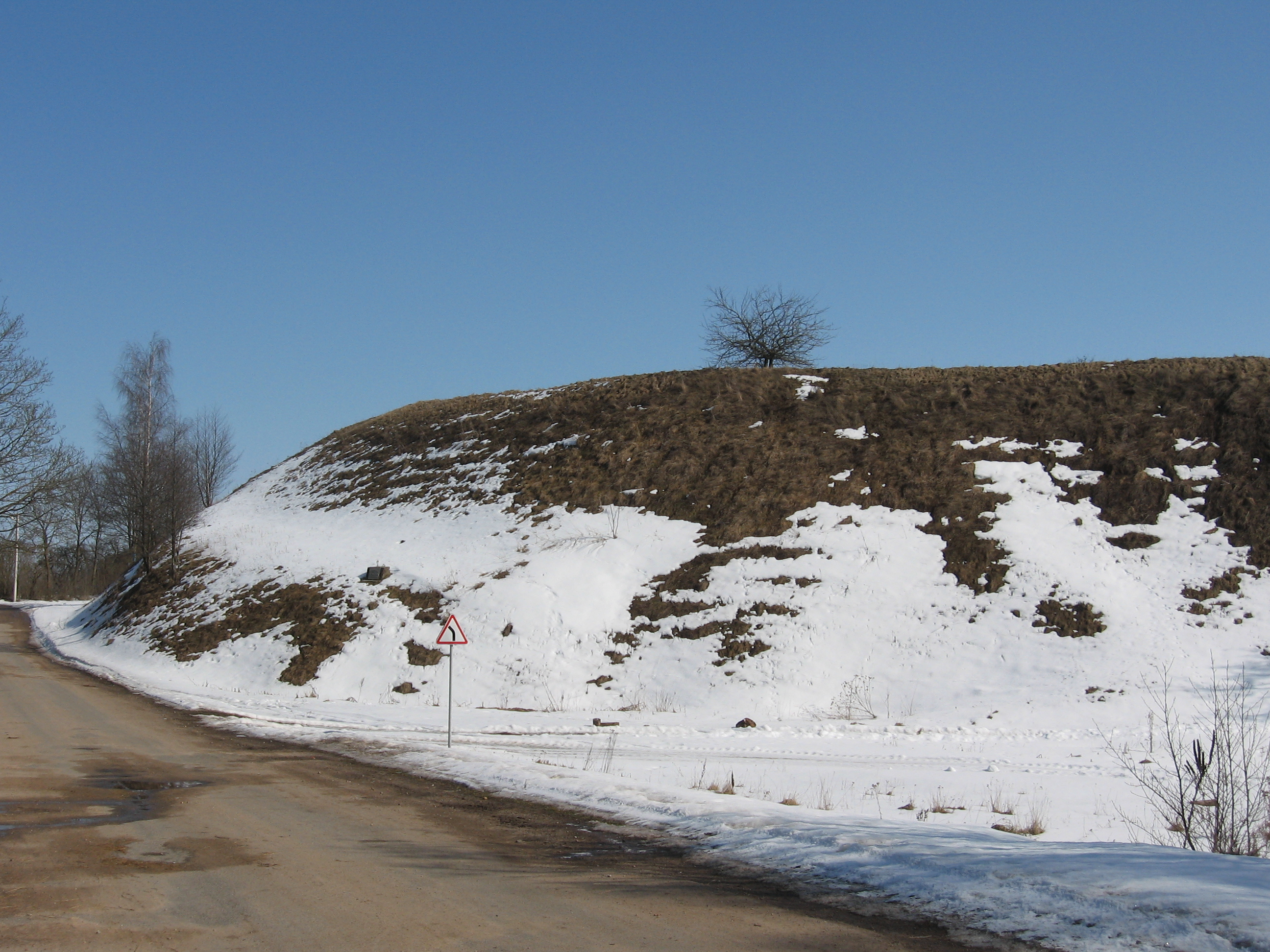
Місце стародавнього замку

Лоський замок — фортифікаційна споруда у містечку Лоськ у Великому Князівстві Литовському (сучасне село Лоск, Воложинський район). Існував у XIV-XVIII ст. на природному пагорбі, між річками Козлівка і Верасівка (притоки Березини).
Замок мав дерев'яні укріплення у вигляді зрубних стін та бойових веж, які стояли по колу на земляному валу. Згідно з інвентарем 1621 р., було 10 триярусних веж та двоярусна вежа-брама, яку закривали браму та герсу. У місті були бойові галереї з бійницями та заборолами, та вкриті гонтовою дранкою. На дитинці стояли 2 двоярусні палаци . Один із них був побудований у стилі ренесансу, який завершувався годинниковою вежею. На першому поверсі навколо залу було 9 житлових кімнат із візерунковими кахельними печами та 2 коморами, на другому поверсі, оточеному відкритою галереєю, навколо вітальні — 2 вітальні, житлова кімната, 3 комори. Другий палац мав 42 різні кімнати. Біля надбрамної вежі була кухня. За стінами замку були лазня та пивоварня.
Збережений замок на південно-східній околиці містечка Лоськ. Місце його овальне, розміром 75×160 м, заввишки 12-15 м, схили замкової гори осунулися. Обстежував у 1956 р. Л. Алексєєв, у 1985 р. Я. Зверуго, розкопки проводились у 1987 р. 3. Позняком та М. Чернявським, у 1988-89 рр. З. Позняк та Г. Саганович, у 1990 р. Г. Саганович та Ю. Бохан, у 1991 р. Ю. Бохан. У 1990 та 1991 роках. У розкопках взяли участь студенти будівельного загону та клубу «Нащадки» Білоруського державного педагогічного університету імені Максима Танка.
Близько 400 м² досліджується культурний шар 1 — 2 м.
Результати археологічних досліджень були узагальнені в кандидатській дисертації та монографії Ю. Бохана.